# Élections constituantes libyennes de 2014
L'élection de l'Assemblée constituante libyenne s'est déroulée le 20 février 2014,,,,,. L'Assemblée constituante formée de 60 membres a pour mission de rédiger une constitution qui sera ensuite soumis à un référendum. Chaque région (Tripolitaine, Cyrénaïque et Fezzan) est représentée par 20 membres.

## Travaux
Le 22 avril 2014, Ali Tarhouni est élu président de l'Assemblée constituante.
Le 6 avril 2016, les membres de l'assemblée, réunis à Oman, parvient à un accord sur la nouvelle constitution.
Le 31 juillet 2017, le projet de constitution est voté à El Beïda. Il prévoit la mise en place d'un régime présidentiel et d'un parlement bicaméral.
Le 7 février 2018, la Cour suprême doit statuer sur la constitutionnalité du projet.
En février 2018, la Chambre des représentants rejette le projet de constitution proposé par l'Assemblée constituante.